# Новоіванівка (Берестинський район)
Новоіванівка (до 17 лютого 2016 — Комуна́рка) — село в Україні, у Берестинському районі Харківської області. Населення становить 216 осіб. Орган місцевого самоврядування — Павлівська сільська рада.
Після ліквідації Кегичівського району 19 липня 2020 року село увійшло до Красноградського (Берестинського) району.

## Географія
Село знаходиться на правому березі річки Оріль нижче за течією від місця впадання в неї річки Шляхова, вище за течією на відстані 2,5 км розташоване село Дмитрівка (Лозівський район), нижче за течією на відстані 3 км розташоване село Яковлівка, на протилежному березі розташоване село Орілька (Лозівський район). Через село проходить автомобільна дорога Т 2110.

## Історія
- 1933 — дата заснування села Комунарка.
- 2016 — село Комунарка перейменовано на Новоіванівку[2].

## Економіка
- Молочно-товарна ферма.

## Об'єкти соціальної сфери
- Школа.
- Клуб.
- Спортивний майданчик.
- Лікарня.